# Aethioplitops fulvator
Aethioplitops fulvator là một loài tò vò trong họ Ichneumonidae.